# Графтон, Энтони
Энтони Томас Графтон (англ. Anthony Thomas Grafton; род. 21.05.1950, Нью-Хейвен (Коннектикут)) — американский историк, специалист по эпохе раннего модерна в Европе. Доктор философии (1975) и с того же года преподаватель Принстонского университета, ныне его Университетский профессор, член Американского философского общества (1993), членкор Британской академии (1997). Лауреат премии Бальцана (2002). В 2011 году президент Американской исторической ассоциации.

## Биография
Сын известного журналиста Сэмюэля Графтона.
Окончил Чикагский университет (бакалавр истории, 1971; магистр истории, 1972). В 1975 году там же получил степень доктора философии по истории. Он также учился в Университетском колледже Лондона. Изучал историю, историю науки и классику. Стипендиат Фулбрайта в 1973-1974 годах.
Его учителями были Э. Кохрейн в Чикагском университете и А. Момильяно, под руководством которого он работал над своей докторской диссертацией в Варбургском институте.
После года преподавания в Корнелле, с 1975 года работает в Принстонском университете, где в 1988-2001 годах именной профессор (до 1993 года Andrew W. Mellon Professor, затем Dodge Professor) истории, затем именной Университетский профессор истории (Henry Putnam University Professor).
Был приглашенным профессором в Коллеж де Франс, Колумбии, EHESS, Эколь Нормаль, Варбугском доме и Мюнхенском университете; занимался в Пемброк- и Мертон-колледжах.
Член Американской академии искусств и наук и членкор Берлинско-Бранденбургской АН.
С 2007 года член редколлегии «Journal of the History of Ideas» Пенсильванского университета.
Выступает в печати, в частности на страницах London Review of Books, Nation, New York Review of Books, New Yorker, Times Literary Supplement. По его мнению о Википедии, высказанному в 2011 году: «[Она] совершенствуется, однако ей отчётливо недостаёт материала по менее хоженым местам. В политизированных вопросах она может заводить совсем не туда».

## Награды и отличия
- Стипендия Гуггенхайма (1988)
- Behrman Prize for Achievement in the Humanities, Принстон (1996)
- Премия Бальцана (2002)
- Mellon Distinguished Achievement Award (2003)[7]
- Почётный доктор Оксфордского университета (2013)[8]
- Curti Lecturer (2015)[9]
- Los Angeles Times Book Prize

## Книги
- Joseph Scaliger: A Study in the History of Classical Scholarship (1983-93)
- Defenders of the Text (1991)
- The Footnote: A Curious History (1997)
- What Was History? The Art of History in Early Modern Europe
- Christianity and the Transformation of the Book (в соавторстве с Megan Williams)
- Worlds Made by Words
- ‘I Have Always Loved the Holy Tongue’: Isaac Casaubon, the Jews, and A Forgotten Chapter in Renaissance Scholarship (в соавторстве с Joanna Weinberg)